# Канев Център
Канев Център е конгресен център към Русенския университет.
Двуетажният комплекс разполага с мултифунционална зала с 800 места, сцена с площ 120 m² и авансцена с обслужващи пространства към нея. Ако е необходимо фоайето и залата могат да се обединяват в общо пространство. На втория етаж са разположени конферентна зала (100 места), заседателна зала (70 места) и зала за пресконференции.
Във фоайето има кафе-бар и гардероб, предвижда се изграждането на ресторант със 120 места. Оборудването е с модерни системи за осветление, озвучаване, презентации и симултанен превод. Инвестицията е на стойност 4 млн. лв., от които 2 млн. лв. са дарение от Игнат Канев (канадски строителен магнат и филантроп от български произход).
Комплексът е предвиден да служи за провеждането на провеждане както на университетски, градски, национални и международни форуми.